# Култ симбола
Култ симбола је термин који означава јавно и некритичко наглашавање и обожавање државних, политичких, верских, паганских (окултних / масонских), фирминих или од организација симбола, који су често повезани једни са другима. Култ симбола представља врсту идолатрије - друштвено обожавање симбола: грба, заставе, химне, животиња, биљака, предмета (нпр. српа и чекића), грађевина (нпр. пирамида), крста, свећњака (нпр. меноре), небеских тела (нпр. полумесеца и звезде) итд.

## Позадина
Од када постоје прве љутске цивилизације човек има потребу за симболима, који му се намећу кроз друштвено уређење унутар неке заједнице. До данашњег времена постоји неколико милиона симбола, који трају хиљадама година уназад кроз историју људске популације.
Знаци и симболи владају светом, а не правила и закони.— Конфучије
Скоро у свим државама света, законски је кажњиво паљење државног грба и заставе и скрнављење истих. У неким државама прети и законска казна до десет година, уколико неко запали или оскрнави државни или религијски симбол своје или туђе државе и религије. На тај начин култ симбола се спроводи у садашњем времену у свету и у Републици Србији (нпр. грб Србије бели орао - наказни двоглави сијамски близанац). Тиме се грађани законски приморавају да поштују паганскe (окултнe / масонскe) или религијскe државнe симболe.

## Религија
Данас многе монотеистичке религије, само деклеративно одбацују симболе, јер у Библији пише:
Немој имати других богова, осим мене једног. Не прави себи кипа или било каквог симбола и слике, онога што је горе на небу и што је доле на земљи, или што је у води или под земљом. Не клањај им се и немој да им служиш, јер ја сам једини Господ Бог твој, Бог брижни. Чиним милост онима који ме љубе и врше заповести моје.— Библија
Већина данашњих монотеистичких хришћанских конфесија се темеље на величању култа личности Исуса Христоса, иконама светаца и крсту. Док Јевреји, величају симбол лава, менору и Давидову звезду, код муслимана предмет величања је полумесец и звезда.